# 로베르토 소리아노
로베르토 소리아노(이탈리아어: Roberto Soriano, 1991년 2월 8일, 독일 다름슈타트 ~ )는 독일 태생 이탈리아의 축구 선수이며 세리에 A 볼로냐에서 뛰고있다.

## 선수 경력
로베르토 소리아노가 독일 다름슈타트지역에서 태어났지만 그의 가족들은 아벨리노 지역 출신들이였다. 그는 바이에른 뮌헨에서 선수 생활을 시작했다. 2007 챔피언스 유스 컵에서 맹활약하여 프랑크 리베리, 마리오 고메스, 필리프 람, 아르연 로번을 영입한 Die Roten 스카우트의 눈독에 들기도 했다.

### 삼프도리아
2009년 2월 2일, 소리아노는 밝혀지지 않은 금액에 삼프도리아로 이적하였다. 소리아노는 이적하자마자 삼프도리아의 유소년팀인 프리마베라에 입단하였고, 토르네오 디 비아레조에 참가하여 준우승을 거두는데 기여하였다. 2009-2010 시즌, 소리아노도 참가했던 캄피오나토 나치오날레 프리마베라에서 삼프도리아는 준결승에서 탈락했다.